# 馬月霞
馬月霞議員，BBS，MH（Mar Yuet-har，1939年—），香港教育工作者，曾任黃竹坑選區區議員兼南區區議會主席及已停辦的黃竹坑天主教小學校長。

## 生平
馬月霞在1958年自葛量洪師範學院畢業，其後於天主教普愛學校任職，直至1973年加入黃竹坑天主教小學，翌年起出任該校校長，至1999年因屆60歲的退休年齡卸任。退休後她仍然擔任南區華貴邨聖文嘉中英文幼稚園校監。
在1985年，馬月霞以香港公民協會身份，首次參加區議會選舉，出選黃竹坑及海灣選區，並且自動當選。任內，她曾自1986年至1988年出任黃赤石分區委員會主席。至1988年的區議會選舉，其所屬選區被改組為黃竹坑選區，但在四名候選人競逐兩個席位的情況下，馬月霞最終仍然成功以最高票數當選連任。自此以後，她都多次在黃竹坑選區自動當選，當中，在1991年區議會選舉時，其所屬政團除有香港公民協會外，還包括香港自由民主聯會。但自1994年起，馬月霞在歷次選舉皆以獨立身份參選。
在1997年香港主權移交後，馬月霞曾獲委任為臨時區議會議員，並且出任南區區議會主席，直至1999年臨時區議會解散為止。馬月霞並沒有參加1999年的區議會選舉，並計劃開展退休生活，翌年為表彰其對南區的貢獻，她更獲時任特首董建華頒授榮譽勳章。此後，馬月霞仍然十分關注社區事務，她曾在2000年至2003年再度任黃赤石分區委員會主席，以及自2003年至2007年期間擔任黃竹坑邨搬遷協調工作小組主席，協助安置因黃竹坑邨清拆而遷出的居民。
在2003年區議會選舉，馬月霞重投選舉，並再次於黃竹坑選區自動當選，任內兼任南區區議會主席。因黃竹坑廉租屋重建，石排灣徙置區作為黃竹坑居民的接收區，故2007年馬月霞改到新劃分的石漁選區競選，最後擊敗對手自由黨區議員石國強，以及社工余少甫，成功當選，並在2008年連任南區區議會主席職位，至2011年底任期屆滿。
馬月霞其他歷任的公職還包括香港南區婦女會主席、社區建設、文康及旅遊事務委員會委員、環境及衛生事務委員會委員、交通及運輸事務委員會委員和規劃、工程及房屋事務委員會委員等。另外，她亦曾任已故民建聯主席馬力的治喪委員會委員 。

## 榮譽
- B.H. （1983年）
- M.H. （2000年）
- B.B.S. （2005年）

| 前任： 林漢強 | 南區區議員（黃竹坑及海灣） 1985年—1988年 | 繼任： 末任   |
| 前任： 首任   | 南區區議員（黃竹坑） 1988年—1999年       | 繼任： 陳若瑟 |
| 前任： 陳若瑟 | 南區區議員（黃竹坑） 2004年—2007年       | 繼任： 徐遠華 |
| 前任： 石國強 | 南區區議員（石漁） 2008年—2011年         | 繼任： 朱立威 |

## 請參見
- 黃竹坑邨
- 香港區議會
- 南區

## 外部連結
- 南區區議會
- 2007年區議會候選人簡介[永久]

| 學術機關職務  | 學術機關職務                             | 學術機關職務  |
| ------------- | ---------------------------------------- | ------------- |
| 前任： 黎希聖 | 黃竹坑天主教小學上午校校長 1978年–1999年 | 繼任： 潘蘊德 |

1. 1 2 3  . 公教報. 1989-03-24.